# 深見智子
深見 智子（ふかみ ともこ、本名同じ、1965年4月17日 - ）は、日本の女性歌手。東京都江東区出身。血液型はA型。Mokko Records所属。

## プロフィール・経歴
1975年に、菅原やすのり主催の日比谷野音「星空のコンサート」にて童謡歌手デビュー。
1976～1978年には、NHK『スタジオ102』、ラジオ『ゆく年くる年』に童謡歌手として出演。
1980年に、日本コロムビアより『おかあさんといっしょ』の挿入歌「強い子弱い子可愛い子」でメジャーデビューを果たす。同時に、ザ・ピーナッツや山口百恵、キャンディーズ、平尾昌昭らを育てた都川マキコに師事。
その後、ビクターエンタテインメントに移行しキッズソングを多数歌唱。
1997年には、インディーズレーベルMokko Recordsを立ち上げシンガーソングライターとして活動を開始。ラジオ、テレビ、CM、LIVE、声優、ミュージカルなど活動の幅を更に広げる。
現在は、深見モッコ名義でライブ活動等を行っている。

## ディスコグラフィー

### マキシングル
- Bless you（1997年12月25日発売/OWCR-20611）

### シングル
- 今の私（1st/1998年10月10日発売/MKCD-1001）
- 通り雨（2nd）
- ガラスのため息（3rd）

### 配信楽曲
- ネオピース（2021年11月1日配信）
- 風に乗って（2021年11月29日配信）

### オムニバスシングル・アルバム
- 抒情歌愛唱歌大全集 5（1992年発売/VED-1845）
  - 証城寺の狸囃子
  - 兎のダンス
- 不思議の国の少年アリス Original Album（小林瑞代原作/1994年2月23日発売/PICA-1030）
  - 恋はハート次第
- 松本ちづ子 童謡作品集 ロボットくん（1994年3月30日発売/PRDS-1214）
  - しあわせタイム
  - 紅茶博士
- 小学館 いたずら・ぶっく テーマソング いたずらキッズ（PRDS-5061）
  - いたずらっこのこもりうた

### その他

#### キッズソング
- むっくりくまさん（1992年2月21日初出）
- ぶんぶんぶん（1992年2月21日初出）
- たんぽぽさん（1992年2月21日初出）
- 赤ちゃんのお耳（1992年2月21日初出）
- ゴリラのうた（1992年2月21日初出）
- 水あそび（1992年2月21日初出）
- うさぎのダンス（1993年10月21日初出）
- こいぬのマーチ（1993年10月21日初出）
- あめふり（1994年3月10日初出）
- ジングルベル（1995年8月2日初出）
- 金魚の昼寝（2004年10月21日初出）
- あぶくたった にえたった（2011年3月2日初出）

#### 運動会・発表会用楽曲
- ぽんぽんダリアのマーチ（1992年3月21日初出/岩男潤子と歌唱）
- 孫悟空のロックンロール（1992年8月5日初出）
- 花火太鼓乱れ打ち（1993年3月24日初出）
- 英語で体操（1993年3月24日初出）
- バード・ダンシング・チーム「カモメのサーファー」（1993年8月5日初出/森の木児童合唱団と歌唱）
- ダンシング・ナタラージャ（1994年4月6日初出）
- 英語でワン・ツー・スリー（1994年4月6日初出）
- ポイすて山はゴミの山（1994年8月3日初出）
- 洗濯ブギ（1994年8月3日初出）
- 雨がえるくんの天気予報（1994年8月3日初出）
- きのこのお山にきのこができた（1995年4月21日初出）
- あそんでクレヨン（1995年4月21日初出）
- なったつもり（1995年4月21日初出）
- ぎょギョ魚の体操（1995年4月21日初出）
- いたずらキッズ（1995年4月21日初出）
- ものまねおさる（1995年4月21日初出）
- 風の子ふうた（1995年4月21日初出）
- パジャマの夢戦士（1995年4月21日初出）
- エプロン・ブギ（1995年8月2日初出）
- アラビアのふしぎなふえ（1995年8月2日初出）
- こちら上海 カニ美容室（1995年8月2日初出）
- ミュージカル「ももたろう」（2000年8月2日初出/岩男潤子、日高美子、佐東弘子、森山祐嗣、金子公秀と歌唱） - 桃太郎 役
- ミュージカル「かぐや姫」（2002年8月7日初出/鈴木より子、日高美子、宮内良と歌唱）

#### ポンキッキーズカバー
- えくぼのはてな（1993年2月24日初出）
- ララ・サラマ（1993年2月24日初出）
- ほしのパーランクー（1993年11月21日初出）
- ばあちゃん（1993年11月21日初出）
- ロックン・オムレツ（1994年8月3日初出）

他、多数